# Koen Lenaerts
Koen Lenaerts (Mortsel, 20 de diciembre de 1954) es un jurista belga, profesor de Derecho comunitario en la KU Leuven. Es el actual presidente del Tribunal de Justicia de la Unión Europea, cargo que ocupa desde el 8 de octubre de 2015. Fue miembro del grupo Coudenberg, un think tank federalista belga. 